# Malin Engström
Malin Birgitta Thufvesson, känd under flicknamnet Malin Engström, född 30 juni 1897 i Klara församling i Stockholm, död 24 februari 1967 i Huddinge församling i Stockholms län, var en svensk konstnär och författare.
Malin Engström var dotter till konstnären och författaren Albert Engström och Sigrid Sparre samt syster till Lars-Bruno Engström. Hon genomgick Tekniska skolan i Stockholm och Wilhelmsons målarskola (1917) samt bedrev konststudier i Paris 1920–1922. Hon medarbetade bland annat i Söndagsnisse-Strix, Vecko-Journalen, Vårt Hem, Kennelklubbens tidskrift och Dagens Nyheter. Målningar av henne finns bevarade i Bourgströms och Tomtebos jaktstugor på byggnadsminnesförklarade Gotska Sandöns fyrplatser.
Hon var författare till böckerna Albert Engström och andra roslagsbor (1948) och Lite om Albert Engström (1956), men samlade och utgav också ett flertal verk av fadern efter dennes död. 
Malin Engström var under ett par år på 1910-talet förlovad med Evert Taube. Åren 1922–1937 var hon gift med sjökaptenen Bror Bourgström och 1938 med arkivarien Sten Thufvesson till sin död 1967.